# Elsa Di Gati
Elsa Di Gati (Terni, 7 luglio 1962) è una giornalista e conduttrice televisiva italiana.

## Biografia
Laureatasi in lettere, comincia la sua carriera con qualche doppiaggio per la televisione e, a partire dal 1995, è giornalista professionista. Per un certo periodo scrive per la carta stampata; poco dopo, lavora per la Rai.
Il pubblico comincia a conoscerla con una trasmissione notturna per Rai Radio 1, dove conduce il programma La Notte dei misteri per tre anni.

Conduce poi due nuovi programmi, sempre su Radio1: Radiofavole e Dopo mezzanotte. Nel 1997 lavora alla sede Rai di Campobasso per presentare il TGR Molise per tre anni. Nel 2000 torna a Roma per condurre il TGR Lazio e continuare i programmi alla radio, tra i quali il contenitore culturale di Radiouno Il baco del millennio e il GR2 del mattino. Dal 2002 al 2010 conduce la trasmissione-contenitore di fascia mattutina Cominciamo bene, su Rai3. È affiancata negli anni da: Toni Garrani, Corrado Tedeschi, Fabrizio Frizzi.
Le sono stati assegnati 2 premi: il "Chiara d'Assisi" per la trasmissione Cominciamo bene, e il "Pericle d'Oro" nel 2004 per il giornalismo.
Nel 2008 è curatrice del libro "Le Penultime Parole Famose", nel quale invita 47 personaggi famosi ("47 vivi che parlano") a scrivere il proprio epitaffio (49 epitaffi, compresi quelli della curatrice e dell'editore Tullio Pironti).
Dal 2011 al 2012 conduce insieme a Michele Mirabella la trasmissione d'intrattenimento Apprescindere, su Rai3.
Dal 24 settembre 2012 conduce su Rai3 la nuova trasmissione di inchiesta e approfondimento Codice a barre, mentre l'anno successivo è al timone della trasmissione televisiva Mi manda Raitre fino al 2016, anno in cui viene nominata Capostruttura di Rai 3.
In qualità di capostruttura, segue programmi come Ieri e Oggi con Carlo Conti, A raccontare comincia tu con Raffaella Carrà, Elisir, Cartabianca, Mi Manda Raitre.
Con l'arrivo di Franco Di Mare, viene nominata vice-direttrice di Raitre per la "Direzione Approfondimento". Da giugno 2022 è vice-direttrice dell'intrattenimento Day Time Rai.
Nel novembre del 2023 pubblica il libro "In altalena su un granello di sale. Storia di un cervello spettinato dall'ansia".

## Vita privata
Elsa Di Gati è sposata dal 2000 con il giornalista Claudio Rizza. La coppia, a causa di un aborto spontaneo avvenuto nel 1998, ha adottato nel 2011 una bambina di nome Laura, di origine vietnamita. Romana di adozione ma di origini siciliane, Elsa Di Gati è una grande della tifosa della Roma, oltre a coltivare la passione per la pesca, e per i libri di fiabe e favole.